# France 3 (voilier)
Pour les articles homonymes, voir France (homonymie), section Navires.
Le France 3 est un voilier français de classe 12 mètres JI, lancé en mai 1979, qui participa à un éliminatoire de la Coupe de l'America en 1980, et à la première Coupe Louis-Vuitton en 1983. Il fut la propriété de Marcel Bich puis de Yves Rousset-Rouard.
Pour l'entrainement à la Coupe de l'America 1987, France 3 sert de lièvre à French kiss à partir de 1984.
Yves Rousset-Rouard en a fait don à l'École navale de la Marine nationale en 1988, qui l'utilisera jusqu'en 1997, date à laquelle il est désarmé. Yann Labbé crée en 2022 l'association d’intérêt général « France 3-83 » en vue de le restaurer.

## Caractéristiques
C'est un navire de classe 12 mètres JI, avec une coque en aluminium, qui pouvait envoyer 171 m2 de voilure au près.

## Histoire
Après ses premières tentatives de sélection à la Coupe de l'America avec le France (F-1) en 1970 et 1974, puis France II en 1977, Marcel Bich poursuit avec France 3 son engagement dans le défi de la Coupe avec l'Association française pour la Coupe de l’America (AFCA) qu'il a créé.
France 3 (F-3), est conçu en 1978 par le Hollandais Johan Valentijn, et construit dans une unité « spécial aluminium » du chantier Dufour à Saint-Jean-d'Angély ; il est lancé en mai 1979,.
Le bateau parviendra jusqu'aux finales de sélection de la Coupe de l'America en 1980 ou il perdra face au challenger Australia.
Racheté par le producteur de cinéma Yves Rousset-Rouard et skippé par Bruno Troublé, France 3 n'aura pas plus de succès en 1983, face à Australia II futur vainqueur de l'édition.
Pour l'entrainement à la Coupe de l'America 1987, France 3 sert de lièvre à French kiss à partir de 1984.
En 1988, Yves Rousset-Rouard fait don de France 3 à la Marine Nationale qui va le baser à l’École navale à Brest pour initier les futurs officiers à l'entretien et au maniement d’un bateau à voile de course jusqu'en 1997.
Le bateau est désarmé et stocké à terre à l'École navale jusqu'en novembre 2021, ou il est donné à Yann Labbé de la société CN Diffusion qui crée l'association « France 3 – 83 » en vu de le restaurer à Concarneau.